# Segunda Categoría de Santo Domingo de los Tsáchilas 2021
El Campeonato Provincial de Segunda Categoría de Santo Domingo de los Tsáchilas 2021 fue un torneo de fútbol en Ecuador en el cual compitieron equipos de la provincia de Santo Domingo de los Tsáchilas. El torneo fue organizado por la Asociación de Fútbol No Amateur de Santo Domingo de los Tsáchilas (AFNATSA) y avalado por la Federación Ecuatoriana de Fútbol. El torneo empezó el 13 de mayo y finalizó el 14 de agosto. Participaron 8 clubes de fútbol y entregó tres cupos a los play-offs del Ascenso Nacional 2021 por el ascenso a la Serie B, además el campeón provincial clasificó a la primera fase de la Copa Ecuador 2022.

## Sistema de campeonato
El sistema determinado por la Asociación de Fútbol No Amateur de Santo Domingo de los Tsáchilas fue el siguiente:
- Se jugó una etapa única con los 8 equipos establecidos, todos contra todos ida y vuelta (14 fechas), al final los equipos que terminaron en primer, segundo y tercer lugar clasificaron a los play-offs del Ascenso Nacional 2021 como campeón, subcampeón y tercer puesto del torneo provincial respectivamente.

## Equipos participantes
| Equipos participantes             | Equipos participantes | Equipos participantes            |
| --------------------------------- | --------------------- | -------------------------------- |
|                                   |                       |                                  |
| Equipo                            | Ciudad                | Estadio                          |
| Club Cultural y Deportivo Águilas | Santo Domingo         | Estadio Etho Vega                |
| Scorpion Fútbol Club              | Santo Domingo         | Estadio Obando y Pacheco         |
| La Concordia Sporting Club        | La Concordia          | Estadio Jorge Chiriboga Guerrero |
| Club Deportivo Talleres           | Santo Domingo         | Estadio Obando y Pacheco         |
| Club Deportivo Santo Domingo      | Santo Domingo         | Estadio Obando y Pacheco         |
| Club Sport 3 de Julio             | Santo Domingo         | Estadio Obando y Pacheco         |
| Fénix Fútbol Club                 | Santo Domingo         | Estadio Obando y Pacheco         |
| Club Deportivo San Rafael         | La Concordia          | Estadio Jorge Chiriboga Guerrero |

## Equipos por cantón
| Cantón                                                                          | N.º | Equipos                                                                                    |
| ------------------------------------------------------------------------------- | --- | ------------------------------------------------------------------------------------------ |
| [[Archivo:\|20x20px\|border\|Bandera de Santo Domingo (Ecuador)]] Santo Domingo | 6   | - Águilas - Talleres - Scorpion F. C. - Deportivo Santo Domingo - 3 de Julio - Fénix F. C. |
| La Concordia                                                                    | 2   | - La Concordia S. C. - San Rafael                                                          |

## Clasificación
| Pos. | Equipo                  | Pts. | PJ | G  | E | P  | GF | GC | Dif. |  |
| ---- | ----------------------- | ---- | -- | -- | - | -- | -- | -- | ---- |  |
| 1    | Deportivo Santo Domingo | 31   | 14 | 10 | 1 | 3  | 27 | 8  | +19  |  |
| 2    | 3 de Julio              | 30   | 14 | 8  | 6 | 0  | 24 | 8  | +16  |  |
| 3    | Águilas                 | 28   | 14 | 9  | 1 | 4  | 31 | 11 | +20  |  |
| 4    | San Rafael              | 23   | 13 | 7  | 2 | 4  | 17 | 11 | +6   |  |
| 5    | La Concordia S. C.      | 21   | 14 | 6  | 3 | 5  | 24 | 16 | +8   |  |
| 6    | Talleres                | 12   | 13 | 3  | 3 | 7  | 17 | 18 | −1   |  |
| 7    | Scorpion F. C.          | 10   | 14 | 2  | 4 | 8  | 14 | 33 | −19  |  |
| 8    | Fénix F. C.             | 0    | 14 | 0  | 0 | 14 | 3  | 52 | −49  |  |

 Fuente: Aso Santo Domingo, @AscensoEcuador, Vivo Deportes
Criterios de clasificación: 1) Puntos; 2) Diferencia de goles; 3) Goles marcados
|  | Campeón. Clasificado a los play-offs de Segunda Categoría 2021.    |
|  | Subcampeón. Clasificado a los play-offs de Segunda Categoría 2021. |
|  | Clasificado a los play-offs de Segunda Categoría 2021.             |
|  | Excluido del torneo.                                               |

## Evolución de la clasificación
| Equipo / Jornada        | 01 | 02 | 03 | 04 | 05 | 06 | 07 | 08 | 09 | 10 | 11 | 12 | 13 | 14 |
| ----------------------- | -- | -- | -- | -- | -- | -- | -- | -- | -- | -- | -- | -- | -- | -- |
| Deportivo Santo Domingo | 6  | 3  | 3  | 4  | 3  | 4  | 3  | 1  | 1  | 2  | 2  | 2  | 2  | 1  |
| 3 de Julio              | 5  | 2  | 2  | 1  | 1  | 1  | 1  | 2  | 2  | 1  | 1  | 1  | 1  | 2  |
| Águilas                 | 2  | 5  | 5  | 5  | 5  | 5  | 5  | 5  | 5  | 4  | 3  | 4  | 3  | 3  |
| San Rafael              | 3  | 1  | 1  | 3  | 2  | 2  | 2  | 3  | 3  | 3  | 4  | 3  | 5  | 4  |
| La Concordia S. C.      | 1  | 4  | 4  | 2  | 4  | 3  | 4  | 4  | 4  | 5  | 5  | 5  | 4  | 5  |
| Talleres                | 7  | 7  | 7  | 6  | 6  | 6  | 7  | 6  | 6  | 6  | 6  | 6  | 6  | 6  |
| Scorpion F. C.          | 4  | 6  | 6  | 7  | 7  | 7  | 6  | 7  | 7  | 7  | 7  | 7  | 7  | 7  |
| Fénix F. C.             | 8  | 8  | 8  | 8  | 8  | 8  | 8  | 8  | 8  | 8  | 8  | 8  | 8  | 8  |

## Resultados
- Los horarios corresponden al huso horario de Ecuador: (UTC-5).

### Primera vuelta
| Fénix F. C. | 3 - 7 | La Concordia S. C.      | Obando y Pacheco         | 13 de mayo | 09:30 |
| Talleres    | 0 - 1 | Águilas                 | Obando y Pacheco         | 13 de mayo | 12:30 |
| 3 de Julio  | 1 - 1 | Scorpion F. C.          | Obando y Pacheco         | 13 de mayo | 15:30 |
| San Rafael  | 1 - 0 | Deportivo Santo Domingo | Jorge Chiriboga Guerrero | 14 de mayo | 14:00 |

| Scorpion F. C.          | 0 - 0 | Talleres    | Obando y Pacheco         | 20 de mayo | 09:30 |
| Deportivo Santo Domingo | 5 - 0 | Fénix F. C. | Obando y Pacheco         | 20 de mayo | 12:30 |
| Águilas                 | 1 - 2 | San Rafael  | Obando y Pacheco         | 20 de mayo | 15:30 |
| La Concordia S. C.      | 0 - 1 | 3 de Julio  | Jorge Chiriboga Guerrero | 21 de mayo | 14:00 |

| Águilas    | 0 - 1 | Deportivo Santo Domingo | Obando y Pacheco         | 29 de mayo | 09:30 |
| 3 de Julio | 4 - 0 | Fénix F. C.             | Obando y Pacheco         | 29 de mayo | 12:30 |
| Talleres   | 0 - 1 | La Concordia S. C.      | Obando y Pacheco         | 29 de mayo | 15:30 |
| San Rafael | 1 - 0 | Scorpion F. C.          | Jorge Chiriboga Guerrero | 30 de mayo | 14:00 |

| Deportivo Santo Domingo | 1 - 2 | 3 de Julio | Obando y Pacheco         | 5 de junio | 09:30 |
| Fénix F. C.             | 0 - 6 | Talleres   | Obando y Pacheco         | 5 de junio | 12:30 |
| Scorpion F. C.          | 2 - 3 | Águilas    | Obando y Pacheco         | 5 de junio | 15:30 |
| La Concordia S. C.      | 1 - 0 | San Rafael | Jorge Chiriboga Guerrero | 6 de junio | 14:00 |

| Talleres       | 1 - 4 | 3 de Julio              | Obando y Pacheco         | 12 de junio | 09:30 |
| Águilas        | 2 - 0 | La Concordia S. C.      | Obando y Pacheco         | 12 de junio | 12:30 |
| Scorpion F. C. | 1 - 2 | Deportivo Santo Domingo | Obando y Pacheco         | 12 de junio | 15:30 |
| San Rafael     | 3 - 0 | Fénix F. C.             | Jorge Chiriboga Guerrero | 13 de junio | 14:00 |

| Talleres           | 0 - 2 | Deportivo Santo Domingo | Obando y Pacheco         | 19 de junio | 09:30 |
| Fénix F. C.        | 0 - 3 | Águilas                 | Obando y Pacheco         | 19 de junio | 12:30 |
| 3 de Julio         | 1 - 1 | San Rafael              | Obando y Pacheco         | 19 de junio | 15:30 |
| La Concordia S. C. | 4 - 0 | Scorpion F. C.          | Jorge Chiriboga Guerrero | 20 de junio | 14:00 |

| Deportivo Santo Domingo | 2 - 1 | La Concordia S. C. | Obando y Pacheco         | 26 de junio | 09:30 |
| Scorpion F. C.          | 3 - 0 | Fénix F. C.        | Obando y Pacheco         | 26 de junio | 12:30 |
| Águilas                 | 1 - 2 | 3 de Julio         | Obando y Pacheco         | 26 de junio | 15:30 |
| San Rafael              | 1 - 0 | Talleres           | Jorge Chiriboga Guerrero | 27 de junio | 14:00 |

### Segunda vuelta
| Scorpion F. C.          | 0 - 0 | 3 de Julio  | Obando y Pacheco         | 3 de julio | 09:30 |
| Águilas                 | 1 - 3 | Talleres    | Obando y Pacheco         | 3 de julio | 12:30 |
| Deportivo Santo Domingo | 3 - 0 | San Rafael  | Obando y Pacheco         | 3 de julio | 15:30 |
| La Concordia S. C.      | 3 - 0 | Fénix F. C. | Jorge Chiriboga Guerrero | 4 de julio | 14:00 |

| 3 de Julio  | 2 - 2 | La Concordia S. C.      | Obando y Pacheco         | 10 de julio | 09:30     |
| Talleres    | 3 - 3 | Scorpion F. C.          | Obando y Pacheco         | 10 de julio | 12:30     |
| San Rafael  | 0 - 3 | Águilas                 | Jorge Chiriboga Guerrero | 11 de julio | 14:00     |
| Fénix F. C. | 0 - 3 | Deportivo Santo Domingo | Cancelado                | Cancelado   | Cancelado |

| Deportivo Santo Domingo | 0 - 1 | Águilas    | Obando y Pacheco         | 17 de julio | 09:30     |
| Scorpion F. C.          | 0 - 5 | San Rafael | Obando y Pacheco         | 17 de julio | 12:30     |
| La Concordia S. C.      | 1 - 1 | Talleres   | Jorge Chiriboga Guerrero | 18 de julio | 14:00     |
| Fénix F. C.             | 0 - 3 | 3 de Julio | Cancelado                | Cancelado   | Cancelado |

| 3 de Julio | 0 - 0 | Deportivo Santo Domingo | Obando y Pacheco         | 24 de julio | 09:30     |
| Águilas    | 8 - 0 | Scorpion F. C.          | Obando y Pacheco         | 24 de julio | 12:30     |
| San Rafael | 0 - 0 | La Concordia S. C.      | Jorge Chiriboga Guerrero | 25 de julio | 14:00     |
| Talleres   | 3 - 0 | Fénix                   | Cancelado                | Cancelado   | Cancelado |

| 3 de Julio              | 1 - 0 | Talleres       | Obando y Pacheco         | 31 de julio | 09:30     |
| Deportivo Santo Domingo | 3 - 1 | Scorpion F. C. | Obando y Pacheco         | 31 de julio | 12:30     |
| La Concordia S. C.      | 0 - 3 | Águilas        | Jorge Chiriboga Guerrero | 1 de agosto | 14:00     |
| Fénix F. C.             | 0 - 3 | San Rafael     | Cancelado                | Cancelado   | Cancelado |

| Scorpion F. C.          | 0 - 3 | La Concordia S. C. | Obando y Pacheco         | 7 de agosto | 09:30     |
| Deportivo Santo Domingo | 3 - 0 | Talleres           | Obando y Pacheco         | 7 de agosto | 12:30     |
| San Rafael              | 0 - 2 | 3 de Julio         | Jorge Chiriboga Guerrero | 8 de agosto | 14:00     |
| Águilas                 | 3 - 0 | Fénix F. C.        | Cancelado                | Cancelado   | Cancelado |

| 3 de Julio         | 1 - 1 | Águilas                 | Olímpico Tsáchila        | 14 de agosto   | 14:00          |
| La Concordia S. C. | 1 - 2 | Deportivo Santo Domingo | Jorge Chiriboga Guerrero | 14 de agosto   | 14:00          |
| Talleres           | -     | San Rafael              | No se programó           | No se programó | No se programó |
| Fénix F. C.        | 0 - 3 | Scorpion F. C.          | Cancelado                | Cancelado      | Cancelado      |

### Tabla de resultados cruzados
| Local \ Visitante       | AGU | CON | DST | JUL | SCO | TAL | FEN | RAF |
| ----------------------- | --- | --- | --- | --- | --- | --- | --- | --- |
| Águilas                 | —   | 2–0 | 0–1 | 1–2 | 8–0 | 1–3 | 3–0 | 1–2 |
| La Concordia S. C.      | 0–3 | —   | 1–2 | 0–1 | 4–0 | 1–1 | 3–0 | 1–0 |
| Deportivo Santo Domingo | 0–1 | 2–1 | —   | 1–2 | 3–1 | 3–0 | 5–0 | 3–0 |
| 3 de Julio              | 1–1 | 2–2 | 0–0 | —   | 1–1 | 1–0 | 4–0 | 1–1 |
| Scorpion F. C.          | 2–3 | 0–3 | 1–2 | 0–0 | —   | 0–0 | 3–0 | 0–5 |
| Talleres                | 0–1 | 0–1 | 0–2 | 1–4 | 3–3 | —   | 3–0 | —   |
| Fénix F. C.             | 0–3 | 3–7 | 0–3 | 0–3 | 0–3 | 0–6 | —   | 0–3 |
| San Rafael              | 0–3 | 0–0 | 1–0 | 0–2 | 1–0 | 1–0 | 3–0 | —   |

### Campeón
| [[Archivo:\|80px\|border\|Bandera de Santo Domingo (Ecuador)]]                                     |
| Club Deportivo Santo Domingo 1.er título Clasificado a los play-offs de la Segunda Categoría 2021. |
| También clasificó el Club 3 de Julio como subcampeón y el Club Águilas como tercer lugar.          |

## Goleadores
| Pos. | Jugador             | Equipo                  | Goles |
| ---- | ------------------- | ----------------------- | ----- |
| 1    | Álex George         | 3 de Julio              | 7     |
| 2    | Víctor Estupiñán    | Águilas                 | 5     |
| 3    | Jefferson Cabezas   | Águilas                 | 5     |
| 4    | Jefferson Navarrete | Deportivo Santo Domingo | 5     |
| 5    | Maikel Valencia     | Deportivo Santo Domingo | 4     |